# Suposición
Suposición es la realización de conjeturas sobre alguna cosa (hechos, causas que los han originado, entre otras), que se propone con base en indicios o analogías frente a hechos o causas similares
La suposición puede llegar a ser confundida con la hipótesis, que en términos epistemológicos —hipótesis (método científico)— es un paso posterior: la conclusión provisional que se ha obtenido como consecuencia de la observación y precede a la experimentación.
Los supuestos previos a un razonamiento son las premisas. Si son en los que se basa toda una ciencia son los axiomas.
Existe un uso estereotipado del término "supuesto", para indicar la sospecha, o al menos la posibilidad de que lo que se va a añadir a continuación no sea cierto o sea impropio decirlo; equivalente al uso estereotipado del término "presunto" como salvaguardia jurídica (presunción).

## Características de la suposición
- Se dan datos reales.
- Este dato, siempre se da por seguro.
- No necesita investigación alguna.
- Las consecuencias se derivan de los datos dados.
- Dichas consecuencias sólo tienen valor si no hay impedimentos.
- Se basa en opiniones y especulaciones.

## Ejemplo
"Mañana iremos de paseo al parque". Esta es una oración bastante común en el lenguaje coloquial, sin embargo posee unos datos bastante supuestos, ya que el que dijo aquello supone:
1-Que irán varias personas. 
2-Que estaremos vivos para mañana. 
3-Que todo está organizado. 
4-Que el día es propicio para una excursión. 
5-Que el parque estará abierto para mañana.